# Embryonální vývoj člověka

Prvních 23 dní lidského zárodečného vývoje, zachycených na schematických ilustracích (anglicky)

Embryonální vývoj člověka je proces probíhající v raném období prenatálního vývoje, konkrétně po dobu asi 8 týdnů od oplození vajíčka. Po této době (kolem 56. dne) se vyvíjející lidské embryo mění na plod čili fétus a začíná fetogeneze.

## Časová osa
Je zvykem rozdělovat dění během embryogeneze do etap odpovídajících jednotlivým týdnům po oplodnění vajíčka (dle  ):
- 1. týden – oplodnění, rýhování zygoty, blastocysta, implantace (nidace) blastocysty do děložní sliznice
- 2. týden – „bilaminární blastoderm“ – vývoj trofoblastu a embryoblastu, vznik dutin (amniová dutina, choriová dutina), klky prorůstají do sliznice dělohy (14 dní je etický limit pro laboratorní vývoj embryí zavedený Warnockovou[3])
- 3. týden – „trilaminární blastoderm“ – gastrulace, vznik chordy a neurální trubice, vyvíjí se trofoblast a existují již vlastně základy pro vznik všech orgánových soustav
- do 8. týdne – embryonální perioda – ze zárodečných listů vznikají jednotlivé orgány, zárodek se 100× zvětší

Jednotlivé etapy lidského prenatálního vývoje; zeleně je embryogeneze

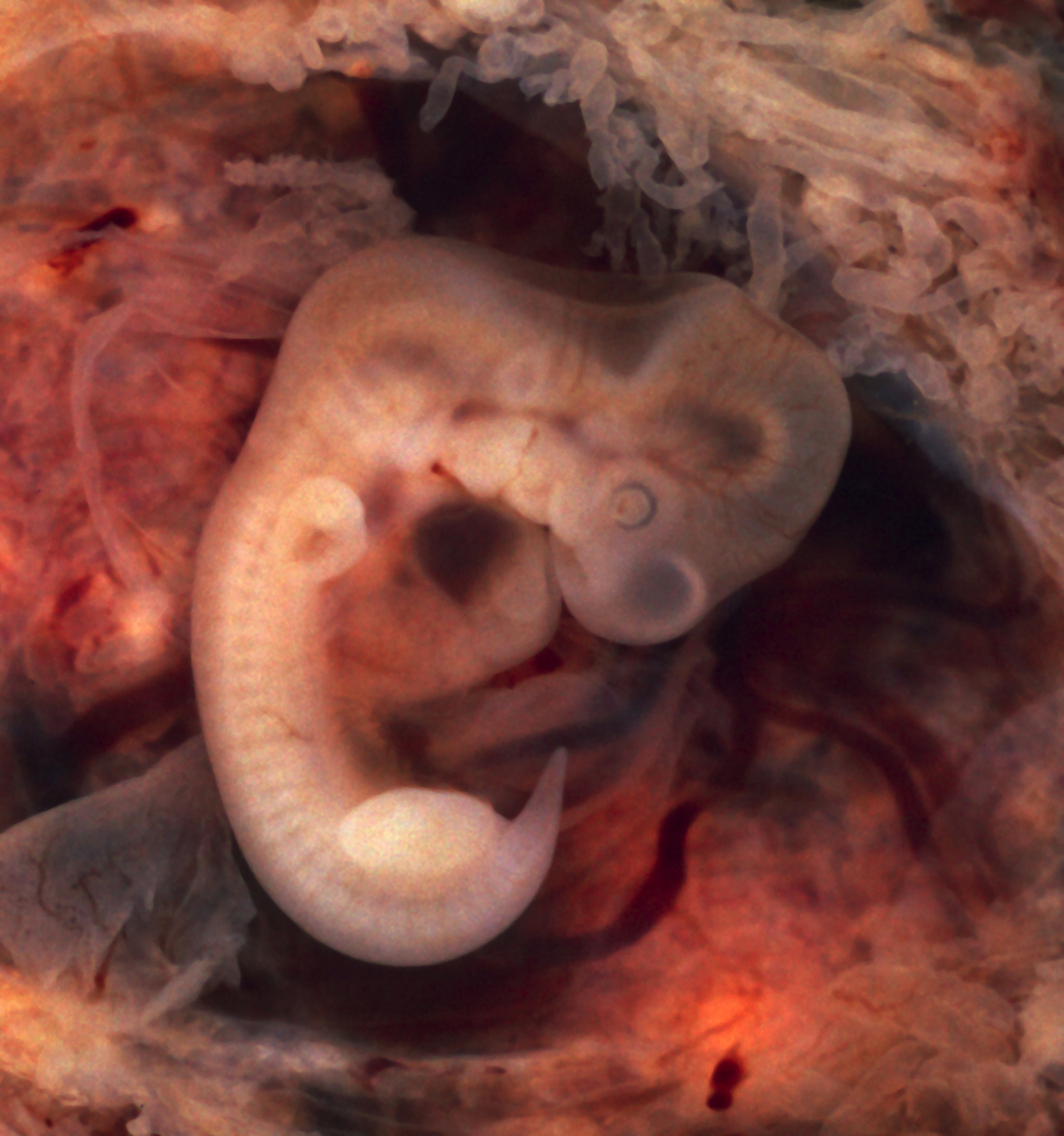
Lidské embryo pět týdnů po oplození

## Oplodnění

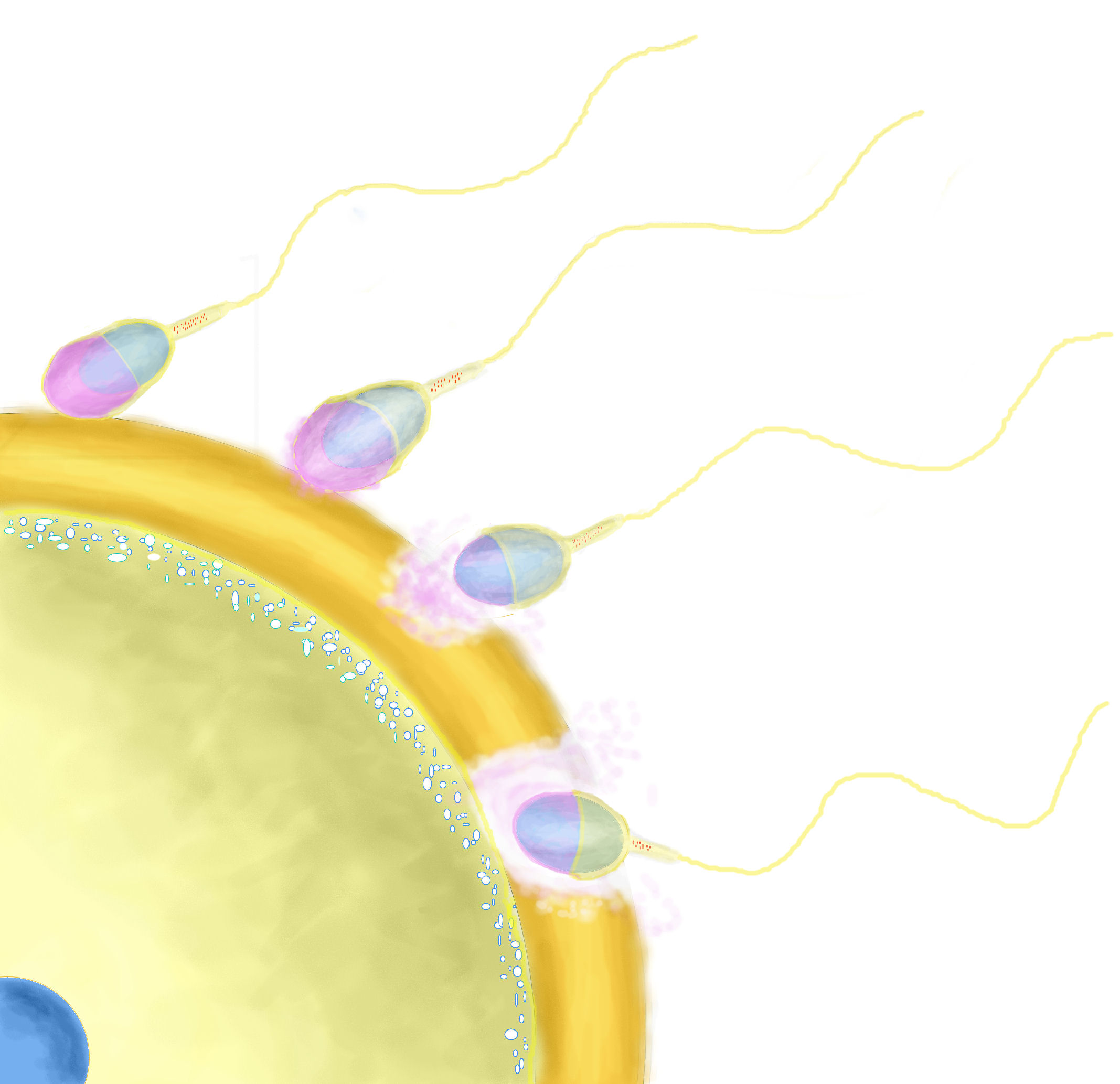
Spermie splývající s vajíčkem, akrozomální reakce

Podobně jako u všech savců také u člověka dochází k vnitřnímu oplození. Po ejakulaci se spermie dostávají samičím rozmnožovacím traktem až do vejcovodu, kde se setkávají s vajíčkem (případně s několika vajíčky v případě dvojčat). Spermie se naváže na povrch vajíčka (na tzv. zona pellucida) a během tzv. akrozomální reakce se postupně propracovávají k membráně vajíčka a splývají s ní, čímž vlastně dochází k oplození. Z dvou pohlavních buněk, které obsahovaly každá poloviční (haploidní) genetickou informaci, vzniká diploidní zygota.

## První týden

### Rýhování

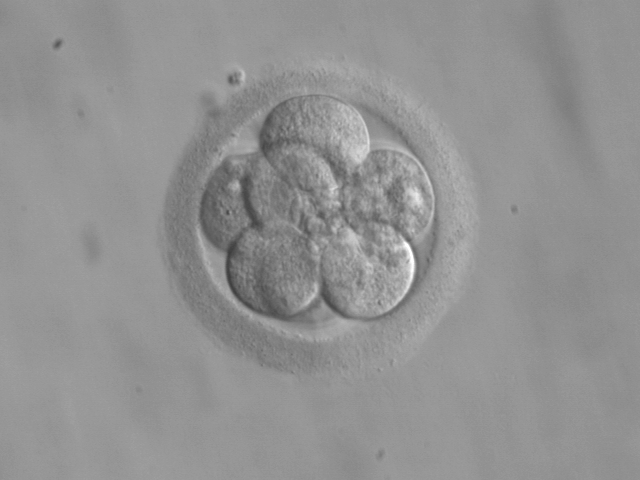
Morula obsahující osm buněk

Rýhování u člověka obvykle zahrnuje asi 3 nebo 4 replikační cykly; v prvním vzniká dvoubuněčné embryo, při druhém čtyřbuněčné, po třetím dělení se morula skládá z osmi buněk a po čtvrtém obsahuje šestnáct buněk. Rýhování probíhá v době, kdy oplozené vajíčko putuje vejcovodem do dělohy. Asi 3. den po oplození, tedy v době, kdy se vajíčko nachází v ústí vejcovodů do dělohy, je rýhování dokončeno.

### Blastocysta

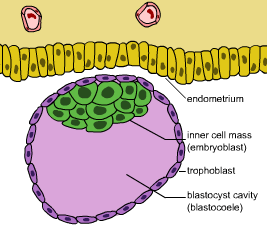
Blastocysta před uhnízděním, patrný je již embryoblast a trofoblast

Když morula vstoupí do děložního prostoru, zona pellucida stále přítomná na povrchu moruly se najednou stane mnohem propustnější. Tím se do vnitřní buněčné masy moruly dostane velké množství tekutiny a vznikají velké mezibuněčné prostory vyplněné vodou, z nichž se nakonec zformuje jednolitá dutina, tzv. blastocoel. Tímto okamžikem se morula mění v blastocystu. Blastocysta se pohybuje volně v děloze, vyživuje se jejím sekretem, ale nakonec (během 6. dne vývoje zárodku) dojde k přichycení celé blastocysty k epitelu endometriální sliznice a k postupnému uhnízdění – nidaci. V blastocystě vznikají dvě skupiny buněk, tzv. vnější masa čili trofoblast a vnitřní masa čili embryoblast.

## Druhý týden

### Trofoblast a embryoblast

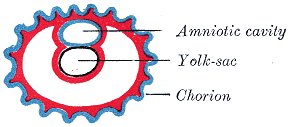
Schéma lidského embrya v této době

Jak již bylo řečeno, buňky blastocysty se diferencují na dvě struktury, trofoblast a embryoblast. Trofoblast obklopuje celé embryo po jeho obvodu, zatímco embryoblast je vnitřní buněčná masa buněk na jednom z pólů embrya. Buňky trofoblastu slouží především k výživě (poskytování živin) embrya a také se z nich později vyvíjí velká část placenty. Buňky trofoblastu dále zajišťují zahnízdění (nidaci) plodu do děložní sliznice, a proto jsou to jedny z prvních diferenciovaných buněk dělícího se oplozeného vajíčka.
Embryoblast leží uvnitř blastocoelu, na jednom pólu blastocysty. Celá blastocysta je přitom v této době obklopena trofoblastem. Po zahnízdění embrya v děložní sliznici se embryoblast diferencuje ve dvě části, souhrnně označované jako bilaminární blastoderm:
- epiblast – válcovité buňky na vnějším okraji embryoblastu (směrem k trofoblastu)
- hypoblast – krychlové buňky na vnitřním okraji embryoblastu (směrem do blastocoelu)

Uvnitř epiblastu vzniká velmi brzy amniová dutina, kolem níž se soustředí buňky známé jako amnioblasty. V této podobě je lidské embryo na konci 9. dne. Z hypoblastu se odděluje skupina buněk, které formují žloutkový vak – ten do velké míry nahrazuje bývalý blastocoel. Embryo je navíc zavěšeno pomocí zárodečného stvolu uvnitř tzv. choriového vaku (obklopeného chorionem).

### Vývoj trofoblastu

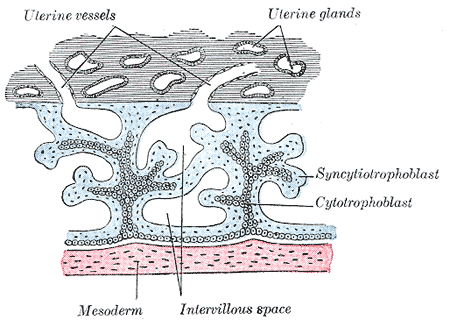
Primární klky syncitiotrofoblastu

Později se trofoblast dá rozlišit na dvě odlišné vrstvy, cytotrofoblast, a syncytiotrofoblast (plasmoditrofoblast). Cytotrofoblast je vnitřní vrstva kulovitých nebo válcovitých buněk, která se intenzivně dělí, následně vycestovávají směrem ven z embrya a dávají vzniknout syncytiotrofoblastu. Syncitiotrofoblast se díky nim nemusí dělit a přesto dorůstá, název je odvozen od skutečnosti, že hranice mezi buňkami jsou neznatelné a v podstatě tak tvoří jedno mnohojaderné syncytium. Syncitiotrofoblast je po 9. dni vývoje lidského embrya alespoň částečně zanořen do děložní sliznice a začíná ji agresivně rozrušovat a dostává se do kontaktu s krví – tímto způsobem vzniká primitivní placenta. Kolem 13. dne však začne intenzivně růst cytotrofoblast, prorůstá syncytiotrofoblastem a vytváří primární klky zanořující se do embrya.

## Třetí týden
Během třetího týdne dojde ke vzniku zárodečných listů a některých základů orgánových soustav.

### Gastrulace
Gastrula je další stadium embryonálního vývoje, kterým prochází vyvíjející se embryo. Vytváří se z blastocysty složitým procesem nazývaným gastrulace, v němž se uplatňuje buněčná migrace, výběrové dělení některých skupin buněk a další mechanismy. Vrstvy gastruly se postupně transformují v tzv. zárodečné listy - entoderm, ektoderm a mezoderm.
Před gastrulací vypadá zárodečný terčík lidského embrya jako placička tvořená pouhými dvěma vrstvami (hypoblastem a epiblastem). Z jedné strany přiléhá zárodečný terčík k amniové dutině, z druhé strany se nachází žloutkový vak. Na počátku gastrulace se ale epiblastické buňky začnou soustřeďovat v centrální části epiblastu a vytvoří zde tzv. primitivní proužek. Následně některé buňky epiblastu získávají lahvovitý tvar a prochází tzv. primitivní brázdičkou, což je podélný otvor v primitivním proužku. Ty buňky, které projdou, vytvoří (v prostoru mezi epiblastem a hypoblastem) základ pro endoderm a mezoderm (resp. mezenchym). Ty buňky, které neprojdou a zůstanou v epiblastu, se nadále označují jako ektoderm. Je vidět, že všechny tři zárodečné listy vznikají z epiblastu a nikoliv z hypoblastu - ten je totiž zatlačen migrujícími epiblastickými buňkami, které vytváří intraembryonální endoderm.

### Vznik chordy a neurální trubice

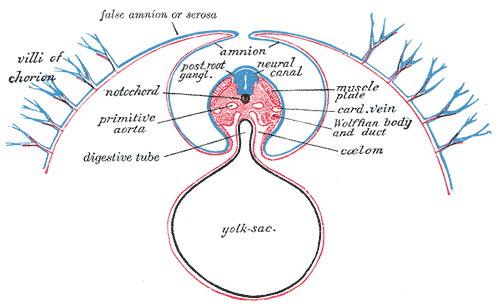
Chorda (černě) a nervová trubice (modře) na průřezu embryem kuřete (podobné prostorové uspořádání jako u člověka)

Klíčem ke vzniku struny hřbetní (též notochord, chorda dorsalis) u lidského embrya je pochopení procesu gastrulace: nořící se epiblastové buňky vytváří tímto způsobem entodermální a mezodermální tkáně. Jednou z nich je i notochord čili struna hřbetní. Část buněk vnikajících primitivní brázdičkou do spodní části embrya se stáčí směrem k tzv. prechordální ploténce, o tu se zastaví a vytvoří hlavový úsek notochordu. Následně sice nakrátko zaniká, ale později se opět zvýrazňuje a tvoří pevnou osu vedoucí od Hensenova uzlu (na jenom konci brázdičky) až po prechordální ploténku.
Vznik neurální trubice (neurulace) přímo souvisí se vznikem chordy. Díky slavnému procesu neurální indukce vznikne tento dutý útvar přímo nad chordou (na zádech embrya). Celý proces neurulace je poměrně bohatý na nejrůznější pojmy, bez nichž se nelze obejít. Embryonální stadium, v němž vzniká neurální trubice, se nazývá neurula – vlastně je to však pozdní gastrula. Ektoderm ležící nad chordou začne díky neurální indukci tloustnout a formuje se nejprve tzv. neurální ploténka, jejíž tkáň se označuje jako neuroektoderm. Tím začíná celý proces neurulace. Následně se buňky nervové ploténky vchlipují, okraje ektodermu nad ním („neurální valy“) se začnou vzájemně přibližovat a nakonec splývají, čímž vzniká pod ektodermem dutá neurální trubice. Neurulace probíhá poněkud odlišně v hlavové části, než ve zbytku těla. Proces neurulace je poté víceméně u konce, vzniklá nervová trubice má uvnitř tzv. nervový kanálek.

### Mezoderm

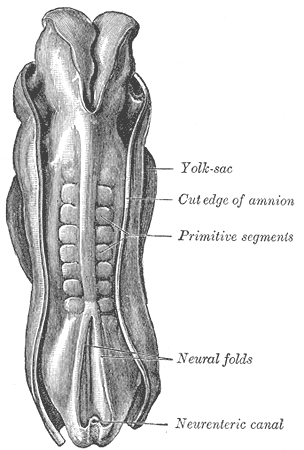
Vznikající somity na boku embrya

Během třetího týdne se rovněž rozvíjí mezoderm, tedy zárodečný list mezi ektodermem na povrchu a entodermem uvnitř. Ten se dá jednoduše rozdělit do tří částí, podle toho, kde se nachází. Nejblíže vnitřní ose embrya se nachází axiální a paraxiální mezoderm, směrem blíže k povrchu je intermediární a téměř u kraje (na bocích) se nachází laterální mezoderm. Z posledního jmenovaného u člověka vznikají podél neurální trubice somity. Jejich vývoj, tedy somitogeneze, začíná asi 20. dne a trvá asi 10 dní. Nejprve vznikají předchůdci, tzv. somitomery, ty v oblasti hlavové splývají a vzniká z nich svalovina hlavy, od týlní oblasti níže se somitomery sdružují a vznikají z nich skutečné somity (na konci 5. týdne je u člověka 42–44 párů somitů).

### Vývoj trofoblastu
V druhém týdnu vývoje vznikly z trofoblastu dvě vrstvy (cytotrofoblast a syncytiotrofoblast) a vytvořily primární klky vyživující embryo. Tato primitivní placenta se v třetím týdnu dále rozvíjí. Nejprve se vytvoří z chorionu v primárních klcích řídké vazivové stroma, čímž vznikají sekundární klky. Když z některých buněk začnou vznikat vlásečnice a cévky, mluví se o klcích terciárních. Mimo to z prorůstajícího cytotrofoblastu vzniká obal kolem celého embrya vytvářející jakousi bariéru mezi matkou a dítětem; tento zevní cytotrofoblastický obal je narušen pouze cévami přicházejícími od matky.

## Další vývoj

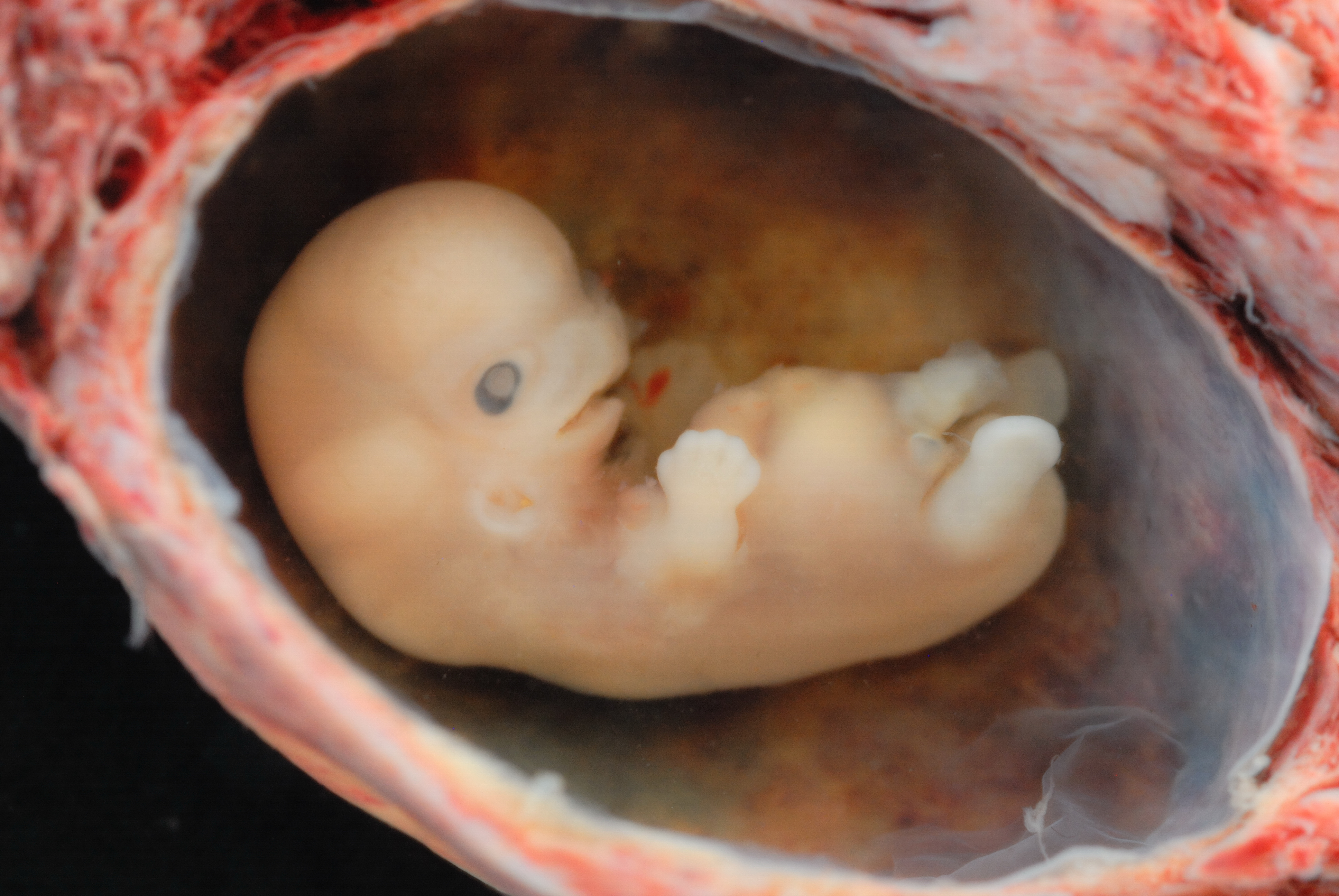
Lidské potracené embryo, šest týdnů po oplození

Během čtvrtého až osmého týdne vývoje lidského embrya se navazuje na vývojové procesy, k nimž došlo v předchozích týdnech, a začínají vznikat jednotlivé orgány. Konkrétně ve čtvrtém týdnu se uzavírá neurální trubice (stává se z ní uzavřený dutý útvar), objevují se první náznaky cév a srdce (kardiovaskulární soustava), vznikají žaberní oblouky, sluchové jamky a oční váčky, vytvářejí se základy pro budoucí rozvoj končetin a dochází k ohýbání embrya (z původně plochého jednoduchého tvaru vzniká složitý prostorový útvar). Šestý týden už vznikají základy prstů a vnější ucho včetně boltce, oko se stává zřetelným díky nahromadění očních pigmentů. Osmý týden jsou již vytvořeny téměř kompletní ruce a nohy, vznikají oční víčka, ale co se týče pohlaví, stále ho nelze rozlišit na základě stavby zevních pohlavních orgánů.